# Апетит
Апетитът (на латински: appetitus – стремление, желание) е страстно желание за удовлетворяване на някакво усещане.
Апетит може да настъпи даже и при липса на глад, например ако се поднесе любима храна. За възникване на апетита трябва да са налице условия, като добро настроение, липса на отрицателни емоции, приятен външен вид и аромат на храната, добра обстановка и пр. Обикновено апетитът е въпрос на навик. Ако човек се храни или пие в определен час, желанието за ядене ще идва редовно точно в този час. Добре е апетитът да не се бърка с глада, който не се появява в определени часове, а само тогава, когато тялото чрез определен вид дейност е изразходвало достатъчно енергия и това е довело до необходимостта от нова храна. Именно желанието за чай, кафе, алкохол, бонбони и всички онези изкушаващи вкусовите рецептори изобретения представлява апетит, а не глад.
Причини за липса на апетита могат да бъдат не патологични причини, като например преяждане, липса на сън, умора и така нататък, така и патологични, като дисбактериоза, ендокринни заболявания, хронични заболявания на стомаха, психични заболявания, интоксикация, вирусни и инфекциозни заболявания и други.